# Malacothrips zonatus

Malacothrips zonatus er en insektart som blev beskrevet af Harold R. Hinds 1902. Malacothrips zonatus indgår i slægten Malacothrips, og familien Phlaeothripidae. Der kendes ingen underarter.